# Sidi Aayad
Sidi Aayad (àrab سيدي عياد) és una comuna rural de la província de Midelt de la regió de Drâa-Tafilalet. Segons el cens de 2014 tenia una població total de 8.629 persones.